# NBA Live 2000
NBA Live 2000 est un jeu vidéo de basket-ball sorti en 1999 et fonctionne sur PlayStation, Nintendo 64 et PC. Le jeu a été développé par EA Sports, puis édité par Electronic Arts.

## Accueil
- Gamekult : 7/10[1]